# Condado de Colfax (Nebraska)
O Condado de Colfax é um dos 93 condados do estado norte-americano de Nebraska. A sede do condado é Schuyler, que é também a sua maior cidade. O condado tem uma área de 1020 km² (dos quais 8 km² estão cobertos por água), uma população de 10 411 habitantes, e uma densidade populacional de 9,6 hab/km² (segundo o censo nacional de 2000). O seu nome é uma homenagem a Schuyler Colfax, que foi vice-presidente dos Estados Unidos.